# Mountainboard

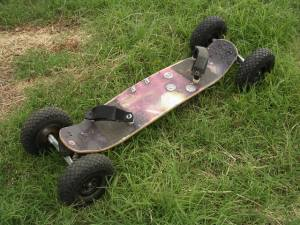
Mountainboard

Mountainboard (ATB – ang. All Terrain Board – deska na każdy teren) – deska z pompowanymi kołami z oponami przystosowana do jazdy po każdym terenie.  
Mountainboard to letnia alternatywa snowboardu oraz dobre rozwiązanie dla surferów, kiteboarderów, wakeboarderów, skateboarderów itp. Pozwala na uniezależnienie się od warunków koniecznych do uprawiania innych sportów, takich jak śnieg lub zbiornik wodny. Służy do jazdy po specjalnych torach, wysokich trawiastych stokach lub nie używanych w lecie nartostrad. Jest przystosowany do jazdy po trawie, ziemi, asfalcie, kamieniach itp.

## Budowa deski
Mountainboard składa się z od 7 do 12 calowych kół z felgami, oponami i dętkami. Deck'u s zrobionego z najnowocześniejszych jak i tradycyjnych materiałów, np. z włókna węglowego, kompozytu, włókna szklanego, drewna(sklejki). Trucki budowane są najczęściej z aluminium technicznego, plastiku lub innych metali, w środku znajdują się elastomery i czasami sprężyny w zależności od modelu. Wiązania w porównaniu do snowboardowych nie posiadają "łyżki", zamiast tego mają heelstrapy.

## Historia
Za początki mountainboardingu, przyjmuje się lata 80. XX wieku kiedy to kilku skateboarderów przymocowało większe koła do swoich desek, które pozwoliły im jeździć po każdej nawierzchni. Dopiero w 1993 roku dwóch Kalifornijczyków z San Francisco – Jason Lee oraz Patric McConnell, którzy nie mieli warunków do uprawiania snowboardingu, wpadło na pomysł stworzenia profesjonalnych desek. Ok. 6 miesięcy trwało opracowanie prototypu deski, która zaczęła się cieszyć dużym powodzeniem. Założyli oni pierwszą firmę zajmującą się sprzedażą tego typu desek – "Mountainboard Sport - MBS". Po pewnym czasie przenieśli siedzibę firmy do Kolorado. W roku 1994 w Kolorado został powołany do życia pierwszy oficjalny Związek Mountainboadu (All-Terrain Boarding Association), który wciąż istnieje i zajmuje się organizacją zawodów na całym świecie. Wiele amerykańskich ośrodków narciarskich zaczęło wpuszczać mountainboardzistów do swoich resortów w sezonie letnim. Tak zaczął się wielki boom na ATB, dzisiaj w samej Kalifornii jeździ ok. 50 tys. ludzi, a na rynku jest ponad 20 mniejszych i większych firm zajmujących się produkcją desek i akcesoriów.

## Firmy
Najbardziej znane firmy:
- MBS (MountainBoard Sport)
- Trampa
- NoSno
- Scrub
- Exit
- Kheo
- PMS-Board
- Ground Industries
- Next

## Media
- Pierwszy Polski film Mountainboardowy pt. Andaluzja
- Film Master of the Hill